# ウォルター・ページ
ウォルター・フィンチ・ページ（Walter Finch Page、1843年4月10日 - 1929年または1930年）は、イギリス・ノーフォーク出身の鉄道技術者で、明治時代の日本でお雇い外国人として鉄道運行計画や運輸一般の技術指導を行った。

## 生涯
1843年4月10日に、イングランドのノーフォークグレート・ヤーマスのハワード通りにおいて、父ウィリアム・フィリップ・ページおよび母デボラ・ページ（旧姓フィンチ）の間に生まれた。父親は仕立屋をしていた人物であった。
1859年（15歳または16歳）にグレート・ノーザン鉄道に入社し、書記を皮切りに鉄道の業務を行った。1870年3月にケイト・フィールズと結婚した。ページについて研究した石本祐吉によれば、当時の地元紙に掲載された経歴などから見て、きちんとした教育を受けた人物ではなく、現場からの叩き上げであろう、としている。
ページが日本へ渡航することになったきっかけはまったく不明である。1874年2月、ピーターバラの駅長を最後にグレート・ノーザン鉄道を退職し、日本へ渡航することになった。1874年（明治7年）4月8日に横浜港に到着して、官設鉄道（当時の日本の国有鉄道）の京阪神地区の代理人兼運輸長に就任した。ページには月給500円が支払われ、これは当時日本側で鉄道のトップだった鉄道局長の350円より高額であった。
旅客および貨物運賃の設定に関して功績があったが、日本人の職員が運賃や経理の事務を処理できるようになると、もっぱら運転を担当するようになった。1877年（明治10年）に京都 - 神戸間が全通した際のお召し列車運転に功績があり賞を受け、1887年（明治20年）2月には勲四等旭日小綬章を受けた。1889年（明治22年）に東海道本線全通に伴って東京・新橋在勤となって、運輸事務全般を指導した。1894年（明治27年）7月に勲三等瑞宝章を受け、1898年（明治31年）には勅任官待遇となった。この際の月給は720円になっていた。1899年（明治32年）3月に満期退職した。
鉄道退職後は、ページは日本政府からの恩給年金を受給しつつ、横浜外国人居留地にあったイギリス系の商社サミュエル商会（Samuel Samuel & Co）にマネージャーとして勤務し、さらにライジングサン石油（昭和シェル石油の前身の1社）の筆頭重役となっている。
ライジングサン石油を退職後、1人でカナダ訪問をし、イギリスに帰郷してからいったん日本に戻り、1906年10月17日に家族を連れてカナダへ移住した。カナダでは、ニューウェストミンスターに合板を使って靴のかかとを作ろうとする工場を設立して事業を行ったが、この事業は失敗に終わった。第一次世界大戦に際して、1915年から1922年まで、カナダとイギリスの間を運航する船舶輸送を取り仕切る仕事をロンドンで行った。1929年または1930年、86歳でカナダのビクトリアで亡くなった。

## 「ページ先生の秘密」

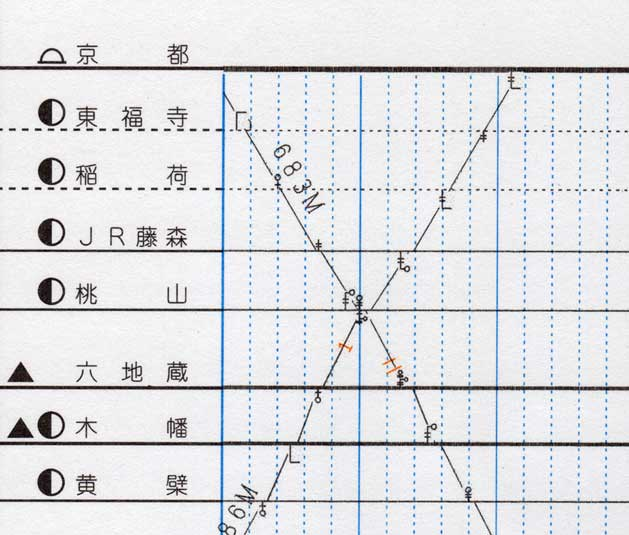
列車ダイヤ（ダイヤグラム）

明治の初期、鉄道が日本で開業した頃は、列車の運行計画はページを含めたお雇い外国人らが作成していた。当初は、運行区間も短く列車本数も少なかったため、列車の運行計画を作成することはそれほど難しいことではなかったが、次第に開業区間が伸びて列車本数が増えてくると、列車の運行計画を図示した「列車ダイヤ」（ダイヤグラム）を用いるのでなければ、運行計画の作成が困難となっていった。
列車ダイヤは、横軸に時間、縦軸に距離（駅）を取って、そこに斜めの線で列車の運行を示した図である。ページらお雇い外国人は、おそらくダイヤグラムを作成して運行計画を行っていたのであろうと推定されているが、正確な実情は判明していない。通説では、日本で初めてダイヤグラムを用いて運行計画を行ったのはページであり、彼は自室にこもって秘密裏にダイヤグラムを使った運行計画を作成すると、日本人職員には時刻表の形式に書き改めたものだけを示していた、とされる。このため、ページは日本の「列車ダイヤの祖」とされる。
日本人の職員は、双方向の列車がちょうどよい時刻に駅ですれ違うことのできるうまい運行計画を、どうやって作成できるのか不思議に思っていたが、ある日ページが留守にしている機会に部屋を調べたところ、ダイヤグラムの紙片を発見し、その意味を解読したために日本人にも運行計画ができるようになった、という「ページ先生の秘密」という話が伝えられている。これにさらに尾びれを付けた話として、この秘密が暴かれたページは存在意義を失って、解任されてすごすごと帰国した、とまで書かれているものもある。しかし、当時の鉄道関係のお雇い外国人の多くは当初の3年契約の期限満了とともに解雇されて帰国しているのに対し、ページは無期限に雇用を延長されて定年まで勤めあげており、解任されて帰国したという事実はない。また、カナダに移住してからのページに対して日本から送られた書簡で、日本の運行計画関係者とページがなおも親交があることを示唆する文が見つかっており、ページの秘密を「盗んだ」ということとは整合していない。「ページ先生の秘密」の伝承は、鉄道業界の都市伝説であり、事実ではないとする見解が有力となっている。
なお、残されている資料として、ページが作成した1882年（明治15年）3月の名古屋 - 岐阜間の列車ダイヤ、日本人が作成した同年5月の武豊 - 大府間機関車運用図表があり、この頃には日本人にもダイヤグラムを用いて運行計画を作成する技術が伝わっていたものとされる。また1884年（明治17年）10月に山陽鉄道が刊行した『英国鉄道論』という翻訳書に列車ダイヤのことを解説した記述があるため、この時点ではダイヤグラムを用いた運行計画は、完全に公知のものとなっている。